# Bill Jackson
William „Bill” Jackson (ur. 8 sierpnia 1918 w Roscommon, zm. 26 listopada 1985 w Athlone) – irlandzki koszykarz, uczestnik Letnich Igrzysk Olimpijskich 1948. Szwagier Dermota Sheriffa – innego irlandzkiego olimpijczyka.
Był uczestnikiem igrzysk w Londynie. W czterech olimpijskich spotkaniach zdobył 6 punktów, przy tym notując także 12 fauli. Razem z kolegami z reprezentacji zajął 23. miejsce, jednak jego drużyna przegrała wszystkie mecze turnieju.